# Ronde van Spanje 2024/Achtste etappe
De achtste etappe van de Ronde van Spanje 2024 werd op 24 augustus verreden van Úbeda naar Cazorla. Het was een heuvelrit over 159 kilometer.
Primož Roglič heeft zijn tweede ritzege in deze Vuelta gewonnen. De Sloveen klopte de Spanjaarden Enric Mas en Mikel Landa na een lastige slotklim. De klassementsleider Ben O'Connor eindigde op 46 seconden van Roglič. De met COVID-19 besmette Portugees João Almeida zakte er helemaal doorheen, een streep door een van de favorieten voor het eindpodium.

## Uitslag
| Archidona – Córdoba (179 km) |                     |                       |          |
| Plaats                       | Naam                | Ploeg                 | Tijd     |
| Winnaar                      | Primož Roglič       | BORA-hansgrohe        | 3u38'34" |
| 2                            | Enric Mas           | Movistar              | z.t.     |
| 3                            | Mikel Landa         | Soudal Quick-Step     | + 14"    |
| 4                            | Antonio Tiberi      | Bahrain Victorious    | + 17"    |
| 5                            | Mattias Skjelmose   | Lidl-Trek             | + 21"    |
| 6                            | Carlos Rodríguez    | INEOS Grenadiers      | z.t.     |
| 7                            | Harold Tejada       | Astana Qazaqstan Team | + 24"    |
| 8                            | Eddie Dunbar        | Team Jayco AlUla      | + 26"    |
| 9                            | Lennert Van Eetvelt | Lotto Dstny           | + 29"    |
| 10                           | Jack Haig           | Bahrain Victorious    | z.t.     |

| Algemeen klassement |                     |                            |           |
| Plaats              | Naam                | Ploeg                      | Tijd      |
| Rode trui           | Ben O'Connor        | Decathlon AG2R La Mondiale | 31u23'27" |
| 2                   | Primož Roglič       | BORA-hansgrohe             | + 3'49"   |
| 3                   | Enric Mas           | Movistar                   | + 4'31"   |
| 4                   | Antonio Tiberi      | Bahrain-Victorious         | + 5'00"   |
| 5                   | Mikel Landa         | Soudal Quick-Step          | + 5'13"   |
| 6                   | Lennert Van Eetvelt | Lotto Dstny                | + 5'15"   |
| 7                   | Cristián Rodríguez  | Arkéa-B&B Hotels           | + 5'19"   |
| 8                   | Mattias Skjelmose   | Lidl-Trek                  | + 5'24"   |
| 9                   | Florian Lipowitz    | BORA-hansgrohe             | + 5'25"   |
| 10                  | Felix Gall          | Decathlon AG2R La Mondiale | + 5'26"   |
|                     |                     |                            |           |
| 48                  | Thymen Arensman     | INEOS Grenadiers           | + 22'59"  |

## Nevenklassementen
| Puntenklassement |                |                           |        |
| Plaats           | Naam           | Ploeg                     | Punten |
| Groene trui      | Wout Van Aert  | Team Visma-Lease a Bike   | 203    |
| 2                | Kaden Groves   | Alpecin-Deceuninck        | 162    |
| 3                | Pavel Bittner  | Team dsm-firmenich PostNL | 81     |
| 4                | Primož Roglič  | BORA-hansgrohe            | 58     |
| 5                | Mathias Vacek  | Lidl-Trek                 | 57     |
|                  |                |                           |        |
| 38               | Gijs Leemreize | Team dsm-firmenich PostNL | 15     |

| Bergklassement        |                  |                   |        |
| Plaats                | Naam             | Ploeg             | Punten |
| Bolletjestrui (blauw) | Primož Roglič    | BORA-hansgrohe    | 18     |
| 2                     | Sylvain Moniquet | Lotto Dstny       | 16     |
| 3                     | Filippo Zana     | Team Jayco AlUla  | 11     |
| 4                     | Pelayo Sánchez   | Movistar          | 10     |
| 5                     | Luis Ángel Maté  | Euskaltel-Euskadi | 9      |

| Jongerenklassement |                     |                    |           |
| Plaats             | Naam                | Ploeg              | Tijd      |
| Witte trui         | Antonio Tiberi      | Bahrain-Victorious | 31u28'27" |
| 2                  | Lennert Van Eetvelt | Lotto Dstny        | + 15"     |
| 3                  | Mattias Skjelmose   | Lidl-Trek          | + 24"     |
| 4                  | Florian Lipowitz    | BORA-hansgrohe     | + 25"     |
| 5                  | Carlos Rodríguez    | INEOS Grenadiers   | + 56"     |
|                    |                     |                    |           |
| 11                 | Thymen Arensman     | INEOS Grenadiers   | + 17'59"  |

| Ploegenklassement |                            |           |
| Plaats            | Ploeg                      | Tijd      |
|                   | Decathlon AG2R La Mondiale | 94u23'09" |
| 2                 | BORA-hansgrohe             | + 4'02"   |
| 3                 | UAE Team Emirates          | + 5'13"   |
| 4                 | Israel-Premier Tech        | + 8'02"   |
| 5                 | Movistar                   | + 9'33"   |

## Uitvallers
- Élie Gesbert (Arkéa-B&B Hotels): niet gestart
- Bryan Coquard (Cofidis): opgave door vermoeidheid

1e etappe ·
2e etappe ·
3e etappe ·
4e etappe ·
5e etappe ·
6e etappe ·
7e etappe ·
8e etappe ·
9e etappe ·
10e etappe ·
11e etappe ·
12e etappe ·
13e etappe ·
14e etappe ·
15e etappe ·
16e etappe ·
17e etappe ·
18e etappe ·
19e etappe ·
20e etappe ·
21e etappe
Startlijst · Eindstanden · Afbeeldingen